# مقاطعة فيدونغ
مقاطعة فيدونغ هي إحدى مقاطعات منطقة آنهوي في الصين.